# Beato

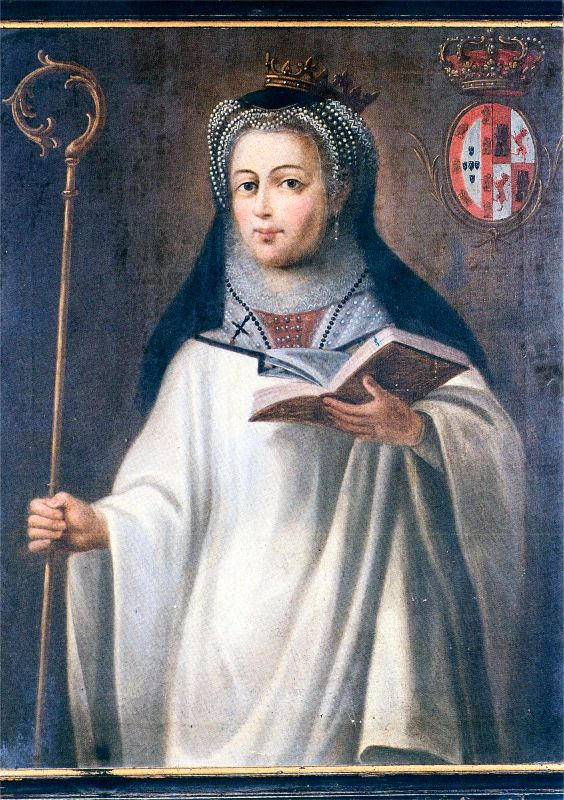
Mafalda de Portugal, beatificada por el papa Pío VI el 27 de junio de 1792.

En la Iglesia católica, un beato o una beata (abreviado como B. o Bto. o Bta.) es un difunto cuyas virtudes han sido previamente certificadas por el papa y puede ser honrado con culto. 
El término beato significa feliz (del latín beatus), o bienaventurado en sentido más amplio, aludiendo a la creencia de que esa persona está ya gozando del paraíso. La consideración de beato constituye el tercer paso en el camino de la canonización. El primero es siervo de Dios; el segundo, venerable; el tercero, beato; y el cuarto, santo. También se conoce como beato a la persona muy apegada a las ceremonias religiosas.

## Proceso de beatificación
El organismo de la Santa Sede encargado de estudiar los milagros, martirios y virtudes heroicas y de proponer los diferentes ejemplos de santidad para que el sumo pontífice proceda a realizar las beatificaciones es la Congregación para las Causas de los Santos.
La beatificación solo puede darse en fieles que hayan fallecido con fama de santidad, y que esta sea constante y difundida en diversos lugares. Un proceso de beatificación puede realizarse por dos vías: por causa de virtudes heroicas, si el fiel vivió las virtudes cristianas en grado heroico, o de martirio si el fiel sufrió martirio por su fe, con recorridos procesales distintos en ambos casos.
Una declaración de canonización solo se produce tras un largo proceso preparatorio, un verdadero proceso judicial, que puede prolongarse durante decenios, puesto en marcha por el obispo del lugar donde falleció el candidato y sostenido por una devoción popular, con cita de testigos —favorables o contrarios— y examen de documentación. 
Según las normas de la Congregación para las Causas de los Santos (Normae Servandae in Inquisitionibus ab Episcopis faciendis in Causis Sanctorum), aprobadas y ratificadas por Juan Pablo II el 7 de febrero de 1983, se debe esperar cinco años después de la muerte de la persona afectada antes de introducir su causa. Con anterioridad debían transcurrir cincuenta años, pero el plazo se redujo para evitar la desaparición de pruebas.
Desde la reforma de 1983, se debe probar que se ha producido un milagro a través de la intercesión del fiel que se pretende beatificar. Una vez aprobado el decreto de virtudes heroicas el fiel recibe el título de venerable. Si la causa de beatificación se sigue por vía de martirio, no se procede a la declaración de venerable y para la beatificación de los mártires no es necesario el proceso del milagro.
Con la declaración como beato, el venerable o siervo de Dios, según sea o no mártir puede ser venerado en la iglesia, si bien, solo en el ámbito diocesano de donde se ha solicitado la beatificación, habitualmente en la diócesis en que falleció o nació el fiel. Con esto, se puede celebrar la eucaristía el día de su fiesta pidiendo su intercesión, pero solo en dicha diócesis o grupo de diócesis. Para que el culto sea extensivo a la Iglesia entera, debe continuar el proceso hasta la canonización: por este motivo, con la excepción de Juan Pablo II (cuya ceremonia de beatificación fue presidida por Benedicto XVI), las beatificaciones no son realizadas por el papa, aunque sí en su nombre, puesto que son un acto del magisterio aplicado a la diócesis concreta y no a la iglesia universal.

## Declaración

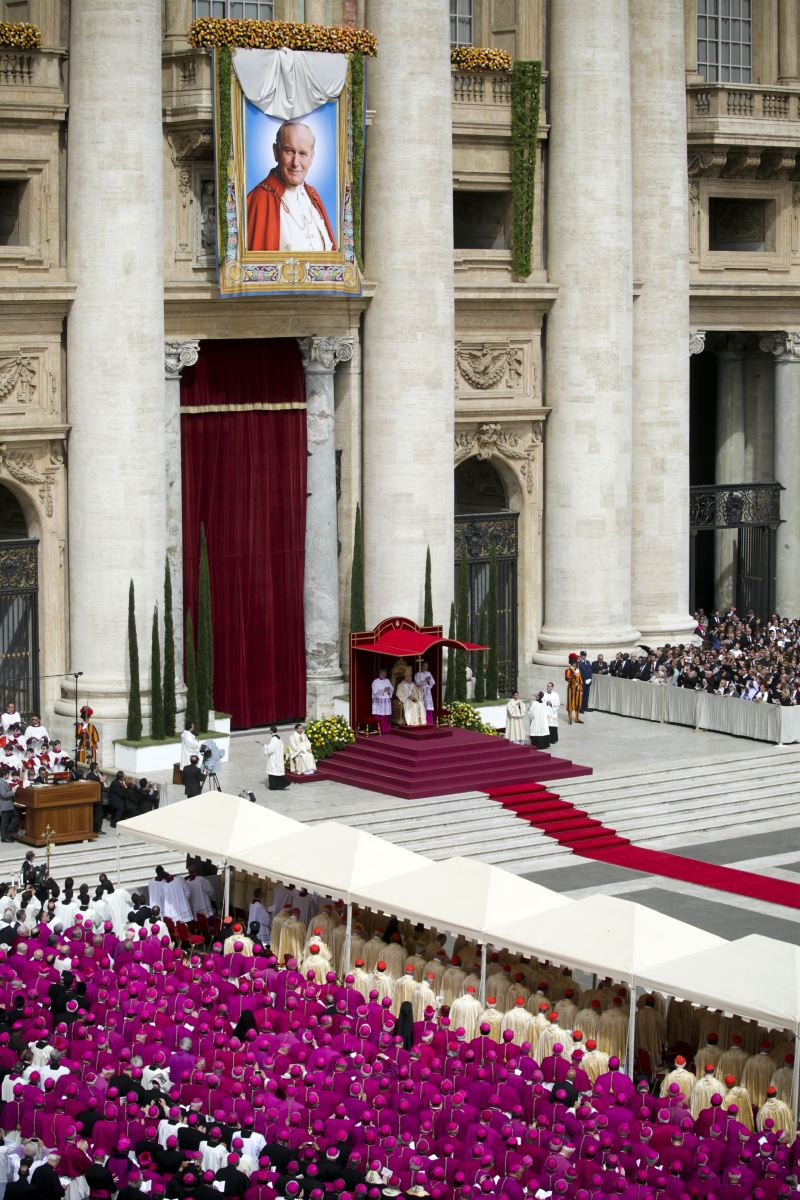
Beatificación de Juan Pablo II, celebrada en el Vaticano durante el Domingo de la Divina Misericordia de 2011.

La declaración de beatificación se realiza normalmente durante la celebración eucarística. La beatificación, siendo un acto pontificio, será realizada por lo general por el prefecto de la Congregación para las causas de los santos, en nombre del Santo Padre. No existe ningún rito litúrgico particular asociado a la declaración.
Durante su pontificado, el papa Juan Pablo II modificó considerablemente la práctica de la beatificación. Hasta octubre de 2004, beatificó a 1340 personas, más que el conjunto de las beatificaciones efectuadas por sus predecesores desde el papa Sixto V, que estableció un procedimiento de beatificación similar al que celebra hoy en día.
Puesto que el decreto de beatificación solo lleva consigo un juicio que ni es definitivo ni es irreformable, la mayoría de los teólogos no consideran la beatificación como una declaración infalible por parte del papa, contrariamente a la canonización.